# Plebiscyt Przeglądu Sportowego 2010
76. Plebiscyt na 10 Najlepszych Sportowców Polski 2010 roku zorganizowany został przez Przegląd Sportowy i Telewizję Polską. Głosowanie składało się z dwóch etapów. W pierwszym, który rozpoczął się 26 listopada 2010, oddawano głosy za pomocą kuponów i na oficjalnej stronie internetowej, w drugim natomiast poprzez SMS. Zwiększona została liczba kandydatów z 21 do 25. 
Gala Mistrzów Sportu, w trakcie której ogłoszone zostały nazwiska dziesięciu wybranych sportowców, odbyła się 8 stycznia 2011 roku w hotelu Hilton w Warszawie. Prowadzili ją Przemysław Babiarz i Maciej Kurzajewski.

## Nominowani
| Nr | Kandydat                                                      | Dyscyplina sportu              | Klub sportowy                                                          | Osiągnięcia w 2010 | Źródło |
| -- | ------------------------------------------------------------- | ------------------------------ | ---------------------------------------------------------------------- | --- | ------ |
| 1  | Tomasz Adamek                                                 | boks                           | brak                                                                   | zwycięstwa w czterech walkach wagi ciężkiej                                                                             |        |
| 2  | Katarzyna Bachleda-Curuś Katarzyna Woźniak Luiza Złotkowska   | łyżwiarstwo szybkie            | LKS Poroniec WTŁ Stegny Warszawa AZS AWF Kraków-Zakopane               | brązowy medal zimowych igrzysk olimpijskich                                                                             |        |
| 3  | Marcin Dołęga                                                 | podnoszenie ciężarów           | Zawisza Bydgoszcz                                                      | złoty medal mistrzostw świata w kategorii do 105 kg                                                                     |        |
| 4  | Tomasz Gollob                                                 | żużel                          | Stal Gorzów Wielkopolski Västervik Speedway                            | zwycięstwo w Grand Prix IMŚ złoty medal Drużynowego Pucharu Świata                                                      |        |
| 5  | Jarosław Hampel                                               | żużel                          | Unia Leszno VMS Elit Vetlanda                                          | 2. miejsce w Grand Prix IMŚ złoty medal Drużynowego Pucharu Świata                                                      |        |
| 6  | Arsen Kasabijew                                               | podnoszenie ciężarów           | Górnik Polkowice                                                       | złoty medal mistrzostw Europy w kategorii do 94 kg                                                                      |        |
| 7  | Marek Kolbowicz Adam Korol Konrad Wasielewski Michał Jeliński | wioślarstwo                    | AZS Szczecin AZS AWFiS Gdańsk AZS Szczecin AZS-AWF Gorzów Wielkopolski | złoty medal mistrzostw Europy - czwórka podwójna                                                                        |        |
| 8  | Paweł Korzeniowski                                            | pływanie                       | AZS AWF Warszawa                                                       | złoty medal mistrzostw Europy - 200 m stylem motylkowym                                                                 |        |
| 9  | Justyna Kowalczyk                                             | biegi narciarskie              | AZS AWF Katowice                                                       | złoty, srebrny i brązowy medal zimowych igrzysk olimpijskich zwycięstwo w Pucharze Świata zwycięstwo w Tour de Ski      |        |
| 10 | Adam Kszczot                                                  | lekkoatletyka (bieg na 800 m)  | RKS Łódź                                                               | brązowy medal halowych mistrzostw świata brązowy medal mistrzostw Europy                                                |        |
| 11 | Marcin Lewandowski                                            | lekkoatletyka (bieg na 800 m)  | Zawisza Bydgoszcz                                                      | złoty medal mistrzostw Europy srebrny medal Pucharu Interkontynentalnego                                                |        |
| 12 | Tomasz Majewski                                               | lekkoatletyka (pchnięcie kulą) | AZS AWF Warszawa                                                       | srebrny medal mistrzostw Europy srebrny medal Pucharu Interkontynentalnego                                              |        |
| 13 | Piotr Małachowski                                             | lekkoatletyka (rzut dyskiem)   | WKS Śląsk Wrocław                                                      | złoty medal mistrzostw Europy zwycięstwo w Diamentowej Lidze                                                            |        |
| 14 | Adam Małysz                                                   | skoki narciarskie              | KS Wisła Ustronianka                                                   | dwa srebrne medale zimowych igrzysk olimpijskich                                                                        |        |
| 15 | Przemysław Miarczyński                                        | żeglarstwo                     | SKŻ Hestia Sopot                                                       | srebrny medal mistrzostw świata w klasie RS:X                                                                           |        |
| 16 | Julia Michalska Magdalena Fularczyk                           | wioślarstwo                    | Tryton Poznań                                                          | srebrny medal mistrzostw Europy - dwójka podwójna brązowy medal mistrzostw świata - dwójka podwójna                     |        |
| 17 | Piotr Myszka                                                  | żeglarstwo                     | AZS AWFiS Gdańsk                                                       | złoty medal mistrzostw świata w klasie RS:X                                                                             |        |
| 18 | Magdalena Piekarska                                           | szermierka                     | AZS AWF Warszawa                                                       | dwa złote medale mistrzostw Europy - szpada drużynowo i indywidualnie                                                   |        |
| 19 | Piotr Siemionowski                                            | kajakarstwo                    | Zawisza Bydgoszcz                                                      | brązowy medal mistrzostw świata na dystansie 200 m                                                                      |        |
| 20 | Grzegorz Sudoł                                                | lekkoatletyka (chód)           | AZS-AWF Kraków                                                         | srebrny medal mistrzostw Europy                                                                                         |        |
| 21 | Sławomir Szmal                                                | piłka ręczna                   | Rhein-Neckar Löwen                                                     | 4. miejsce mistrzostw Europy najlepszy bramkarz mistrzostw Europy wybrany najlepszym piłkarzem ręcznym świata przez IHF |        |
| 22 | Anita Włodarczyk                                              | lekkoatletyka (rzut młotem)    | brak                                                                   | brązowy medal mistrzostw Europy poprawienie rekordu świata                                                              |        |
| 23 | Krzysztof Włodarczyk                                          | boks                           | brak                                                                   | zdobycie pasa federacji WBC w kategorii junior ciężkiej i jego obrona                                                   |        |
| 24 | Maja Włoszczowska                                             | kolarstwo górskie              | CCC Polkowice                                                          | złoty medal mistrzostw świata w cross-country                                                                           |        |
| 25 | Adrian Zieliński                                              | podnoszenie ciężarów           | Tarpan Mrocza                                                          | złoty medal mistrzostw świata w kategorii do 85 kg                                                                      |        |

## Wyniki głosowania
| Miejsce | Imię i nazwisko                                               | Liczba punktów | Wręczający nagrodę                    | Uwagi                                                    |
| ------- | ------------------------------------------------------------- | -------------- | ------------------------------------- | -------------------------------------------------------- |
| 1       | Justyna Kowalczyk                                             | 349 955        | Marcin Kalita Włodzimierz Szaranowicz | nieobecna, nagrodę odebrali Janina i Józef Kowalczykowie |
| 2       | Tomasz Gollob                                                 | 295 525        | Sobiesław Zasada                      |                                                          |
| 3       | Adam Małysz                                                   | 256 615        | Józef Łuszczek                        | nieobecny, nagrodę odebrał Janusz Tyszkowski             |
| 4       | Maja Włoszczowska                                             | 199 450        | Ryszard Szurkowski                    |                                                          |
| 5       | Tomasz Adamek                                                 | 165 819        | Paweł Nastula                         | nieobecny, nagrodę odebrał Stanisław Skrzyński           |
| 6       | Sławomir Szmal                                                | 101 432        | Otylia Jędrzejczak                    | nieobecny, nagrodę odebrał Andrzej Kraśnicki             |
| 7       | Piotr Małachowski                                             | 99 827         | Robert Korzeniowski                   |                                                          |
| 8       | Tomasz Majewski                                               | 92 515         | Teresa Sukniewicz-Kleiber             |                                                          |
| 9       | Anita Włodarczyk                                              | 82 963         | Władysław Kozakiewicz                 |                                                          |
| 10      | Katarzyna Bachleda-Curuś Katarzyna Woźniak Luiza Złotkowska   | 79 789         | Ryszard Parulski                      | nieobecne, nagrodę odebrał Kazimierz Kowalczyk           |
| 11      | Marcin Dołęga                                                 | 77 731         |                                       |                                                          |
| 12      | Jarosław Hampel                                               | 76 625         |                                       |                                                          |
| 13      | Marcin Lewandowski                                            | 76 028         |                                       |                                                          |
| 14      | Marek Kolbowicz Adam Korol Konrad Wasielewski Michał Jeliński | 72 415         |                                       |                                                          |
| 15      | Paweł Korzeniowski                                            | 53 834         |                                       |                                                          |
| 16      | Krzysztof Włodarczyk                                          | 39 666         |                                       |                                                          |
| 17      | Adrian Zieliński                                              | 32 072         |                                       |                                                          |
| 18      | Magdalena Piekarska                                           | 25 231         |                                       |                                                          |
| 19      | Julia Michalska Magdalena Fularczyk                           | 22 875         |                                       |                                                          |
| 20      | Adam Kszczot                                                  | 20 447         |                                       |                                                          |
| 21      | Arsen Kasabijew                                               | 19 642         |                                       |                                                          |
| 22      | Piotr Myszka                                                  | 15 889         |                                       |                                                          |
| 23      | Piotr Siemionowski                                            | 13 821         |                                       |                                                          |
| 24      | Grzegorz Sudoł                                                | 12 767         |                                       |                                                          |
| 25      | Przemysław Miarczyński                                        | 12 001         |                                       |                                                          |

## Nagrody specjalne
| Kategoria                    | Zdobywca nagrody                                 | Wręczający              | Uwagi                                                                          |
| ---------------------------- | ------------------------------------------------ | ----------------------- | ------------------------------------------------------------------------------ |
| Drużyna roku                 | reprezentacja Polski na żużlu                    | Tomasz Zadroga          |                                                                                |
| Trener roku                  | Aleksander Wierietielny                          | Włodzimierz Szaranowicz | nieobecny, nagrodę odebrała córka Matylda Wierietielna                         |
| Odkrycie roku                | Adrian Zieliński                                 | Sławomir Hinc           |                                                                                |
| Impreza roku                 | Europejskie Letnie Igrzyska Olimpiad Specjalnych | Tomasz Zadroga          | nagrodę odebrał dyrektor Letnich Igrzysk Olimpiad Specjalnych Bogusław Gałązka |
| Gospodarz imprez sportowych  | Bydgoszcz                                        | Irena Szewińska         | nagrodę odebrał prezydent Bydgoszczy Rafał Bruski                              |
| Animator sportu amatorskiego | Tomasz Zabielski                                 | Mariusz Kiepas          |                                                                                |
| Najlepszy projekt medialny   | Telewizja Polska za Zimowe Igrzyska Olimpijskie  | Andrzej Kraśnicki       | nagrodę odebrał Włodzimierz Szaranowicz                                        |
| Superczempion                | Leszek Blanik                                    | Jacek Krawiec           |                                                                                |
| Superczempion                | Karol Bielecki                                   | Wojciech Osiński        | nieobecny                                                                      |